# Agelasta pardalina
Agelasta pardalina är en skalbaggsart som beskrevs av Heller 1924. Agelasta pardalina ingår i släktet Agelasta och familjen långhorningar.
Artens utbredningsområde är Filippinerna. Inga underarter finns listade i Catalogue of Life.